# Bent Greve
Bent Greve (født 14. december 1953 på Frederiksberg) er en dansk velfærds-, skatte- og arbejdsmarkedsforsker og professor ved Roskilde Universitet.
Han er uddannet cand.polit. 1977 fra Københavns Universitet, ph.d. i offentlig forvaltning 1992 fra Roskilde Universitet og opnåede i 2002 doktorgraden dr.scient.adm. i offentlig forvaltning fra samme universitet. Han har været næstformand for Ligningsrådet.
I 2001 stillede Greve forgæves op til folketingsvalget for Socialdemokraterne i Gladsaxekredsen, hvor han vandt nomineringen over modkandidaten Sophie Hæstorp Andersen. Fra 2010 til 2013 var han medlem af Gladsaxe Byråd for Socialdemokratiet, men har ikke siden efteråret 2014 været medlem af noget politisk parti. I 2016 blev Greve slået til Ridder af Dannebrog.
Et særnummer af tidsskriftet Samfundsøkonomen fra 2023 var et festskrift for Bent Greve i anledningen af hans 70-årsdag.